# Mazanka
Mazanka je usedlost v Praze 8 v ulici Zvonařovská, v severní části Libně ve svahu nad ulicí Liberecká. Je chráněna jako kulturní památka České republiky.

## Historie
Viniční usedlost byla postavena nad Střížkovským údolím při vinici, která se připomíná v 17. století. Prvním známým majitelem byl Antonín Vendelín, který ji držel v polovině 18. století a kterému zde patřila malá vinice a velká zahrada. Roku 1764 pozemky vlastnil Jan Štemb (Štemba) a za něj zde zřejmě vznikla pozdně barokní usedlost. Od roku 1865 Mazanku vlastnila majitelka Střížkovského panství hraběnka Valentina z Reichenbachu. Dalším vlastníkem byl na počátku 20. století velkostatkář Jindřich Heller, který postavil novostavbu obytné budovy. Roku 1920 byla východně od usedlosti v oblouku Střížkovské ulice postavena šestnáctikomorová kruhová cihlářská pec a založeny další hospodářské provozy.

### Po roce 1939
Mazanka byla za 2. světové války zabrána Němci. Roku 1954 ji stát vyvlastnil rodině Hellerů a zřídil v jejích budovách obecní školu a později školu hudební. Od roku 1987 ji spravovaly Československé keramické závody.

## Popis
Pozdně barokní hospodářská usedlost má na severní a západní straně špejchar a na východní straně přízemní obytnou budovu datovanou letopočtem 1823 a novorenesančně přestavěnou roku 1902 stavitelem Aloisem Richterem. Nejstarší částí areálu jsou dva sklepy s půlkruhově valenými klenbami pravděpodobně ze 16. století, které se nacházejí na severovýchodním rohu dvora a jsou zahloubeny ve svahu a zčásti přistavěny ke skále. Zahrada připomínající přírodní park se nachází severně od budov. Celý areál je uzavřen ohradní zdí s branou na západní straně a malou brankou na severu.